# اشلند (آلاباما)

محل آلاباما در آمریکا

محل شهر در آلاباما.

اشلند  شهرکی است در ایالت آلاباما در کشور آمریکا.

## مکان
اشلند در موقعیت ‎ ۳۳°۱۶’ ۲۰’’ N ۸۵°۵۰’ ۱۳’’ V (‏۳۳،۲۷۲۲۰۶; ‑۸۵،۸۳۶۹۲۵‏)‎ قرار دارد.با توجه به اطلاعات اداره آمار آمریکا مساحت آن در حدود ۱۸،۸km² است.

## مردم‌شناسی
با توجه به آمار سال ۲۰۰۰ جمعیت آن ۱۹۶۵ نفر، ۸۵۴ خانواده در آن ساکن هستند.تعداد ۹۷۵ واحد خانه در هر مساحت تقریبی (۵۲akm²) قرار دارد.۲۱،۱% درصد از خانواده‌های فرزند زیر ۱۸ سال داشتند که از این تعداد ۴۳% درصد زوج بوده و ۱۵% درصد زنان بدون شوهر و ۳۹،۲% درصد نیز غیر خانواده بودند.متوسط درآمد یک خانواده در حدود US$۳۳۵۸۳ است و زنان درآمد متوسط US$۲۴۷۱۵ و مردان درآمد متوسط US$۱۸۵۰۰ به‌دست می‌آورند.

## نگارخانه

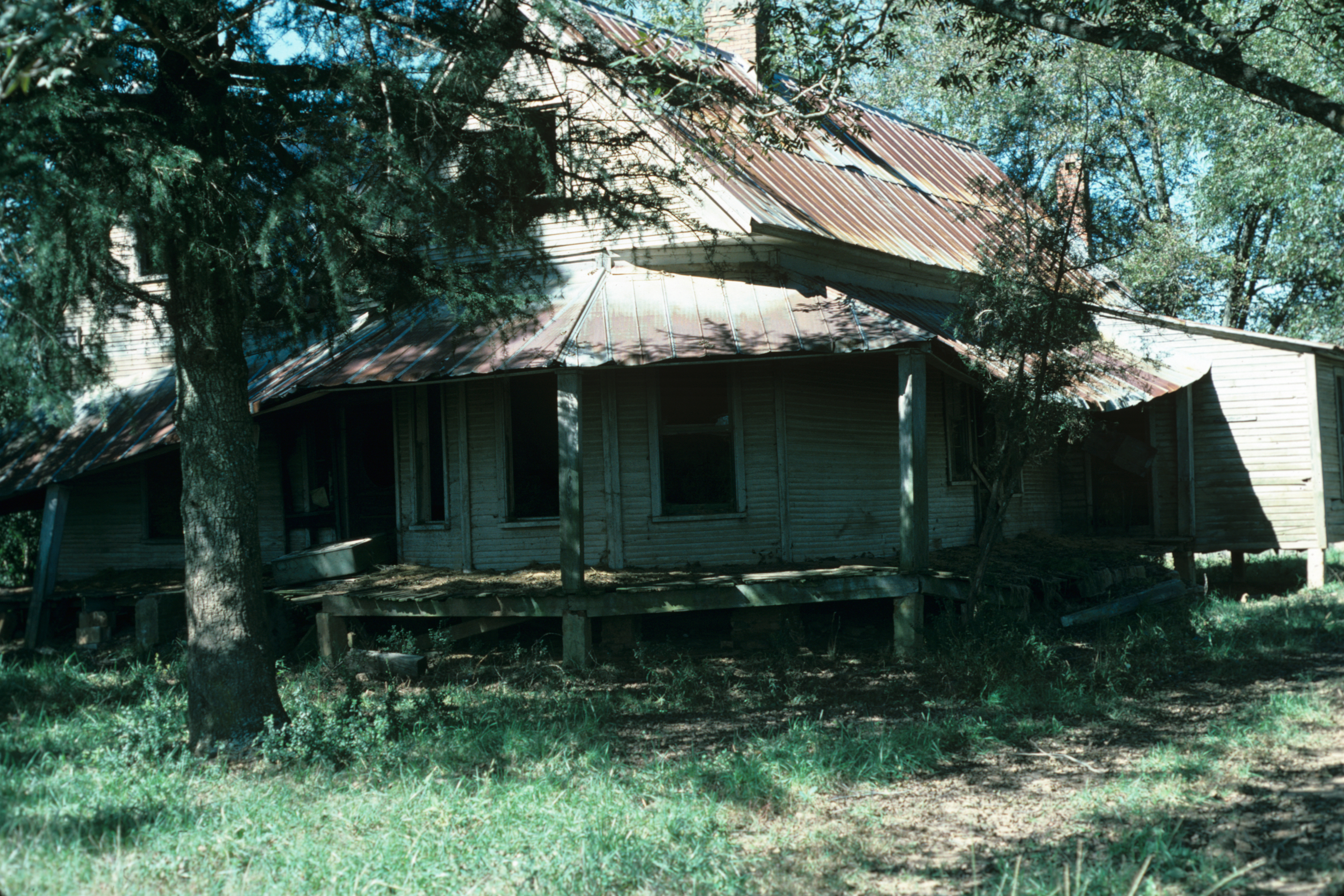